# Крістіна Кох
Крістіна Геммок Кох (англ. Christina Hammock Koch; нар. 2 лютого 1979) — астронавтка НАСА, набір 2013 року. Здійснила один космічний політ, за результатами якого стала рекордсменкою  за тривалістю перебування в космосі серед жінок.

## Освіта та кар'єра
Закінчила математичну школу в Північній Кароліні в Даремі в 1997 році. Вступила до університету Північної Кароліни в Ролі, здобула два ступені бакалавра наук за спеціальностями електротехніка (2001) і фізика (2002), згодом ступінь магістра в галузі електротехніки (2002).
У 2004—2007 роках Кох була науковим співробітником Антарктичної програми США, працювала на антарктичній станції Амундсен-Скотт і на станції Палмер. Пізніше була керівником станції океанічних і атмосферних досліджень на Американському Самоа.

## Космічний політ
14 березня 2019 року в 21:14 (кч) разом з космонавтом Олексієм Овчиніним і астронавтом Тайлером Хейгом стартувала з «Гагарінського старту» космодрому Байконур до МКС на ТПК «Союз МС-12». 15 березня 2019 року о 03:02 (кч) корабель пристикувався до стикувального вузла малого дослідницького модуля «Світанок» російського сегменту МКС, 05:10 (кч) екіпаж перейшов на борт МКС. Працювала на МКС як бортінженер за програмою МКС-59/60/61. Здійснила 6 виходів у відкритий космос. Повернулася на Землю 6 лютого 2020 року на кораблі «Союз МС-13».
Статистика.
| # | Стартовий корабель | Старт, UTC        | Експедиція   | Корабель посадки | Посадка, UTC | Наліт                   | Виходи у відкритий космос | Час у відкритому космосі |
| - | ------------------ | ----------------- | ------------ | ---------------- | ------------ | ----------------------- | ------------------------- | ------------------------ |
| 1 | Союз МС-12         | 14.03.2019, 19:14 | МКС-59/60/61 | Союз МС-13       | 6.02.2020    | 328 днів 13 год. 58 хв. | 6                         | 42 год. 15 хв.           |
|   |                    |                   |              |                  |              | 328 днів 13 год. 58 хв. | 6                         | 42 год. 15 хв.           |

## Знаменні події у космосі за участі Кох
19 жовтня 2019 року, вперше в історії, Крістіна Кох спільно з Джессікою Мейр здійснили одночасний вихід у відкритий космос двох жінок-астронавток.
Крістіна Кук побила рекорд за тривалістю перебування в космосі серед жінок. Вона прибула на МКС 14 березня 2019 року та працювала на МКС більше 328 днів, побивши рекорд Пеґґі Вітсон, яка провела в космосі 288 днів.
3 квітня 2023 року, агентство НАСА оголосило імена чотирьох астронавтів, які увійдуть до складу місії «Артеміда-2». До складу місії увійшли одна жінка, а саме Крістіна Кох, і троє чоловіків: американці Віктор Ґловер, Рейд Вайзмен і канадець Джеремі Гансен. Астронавти стануть першими людьми, які здійснять політ поблизу Місяця за понад 50 років. Вони також будуть першими, хто здійснив політ на борту ракети нового покоління і космічної капсули «Оріон». Екіпаж не приземлиться на Місяць, а здійснить тільки обліт супутника Землі, перевіряючи працездатність «Оріона».